# Казере ди Бализио (Леко)
Казере ди Бализио је насеље у Италији у округу Леко, региону Ломбардија.
Према процени из 2011. у насељу је живело 9 становника. Насеље се налази на надморској висини од 726 м.